# Eplerenone
L'eplerenone  è un farmaco diuretico risparmiatore di potassio, antagonista dell'aldosterone, utilizzato per il trattamento dello scompenso cardiaco.
È simile allo spironolattone (che fa parte della stessa classe), ma risulta essere molto più selettivo per i recettori dei mineralcorticoidi piuttosto che per i recettori degli androgeni ed estrogeni. Questa sua maggior specificità d'azione si traduce in una minor incidenza di effetti collaterali rispetto allo spironolattone.
Come indica la sua categoria, riesce ad indurre diuresi e quindi a promuovere l'escrezione di liquidi (riducendo, quindi, la pressione sanguigna) senza indurre un aumento dell'eliminazione del potassio.

## Indicazioni
L'eplerenone è indicato per diverse condizioni patologiche.
Una possibilità di somministrazione è in associazione ad altri diuretici nella terapia dell'ipertensione per evitare una perdita eccessiva di K+ (ipokaliemia).
Il principio attivo è indicato per il trattamento delle condizioni di iperaldosteronismo sia primario, caratterizzate da una eccessiva secrezione del mineralcorticoide, come nel caso della sindrome di Conn, sia secondario, conseguenza invece di altre patologie determinanti una riduzione del volume ematico.
In associazione con i diuretici dell'ansa può essere utilizzato in pazienti con cirrosi epatica per ridurre lo stato edematoso: infatti l'edema cirrotico è responsivo agli antagonisti dell'aldosterone, mentre può essere resistente ai diuretici dell'ansa a causa di una minore secrezione nel lume tubulare, sito in cui vanno ad agire.
L'eplerenone è somministrato, insieme alla terapia classica con betabloccanti, in pazienti affetti da disfunzione ventricolare sinistra ( LVEF ≤ 40%) e scompenso cardiaco dovuti ad infarto miocardico: il farmaco infatti determina una riduzione del rischio di mortalità del 15% e di sviluppare ulteriori patologie a carico del sistema cardiovascolare perché migliora la perfusione cardiaca.
È in grado di ridurre il rischio di prognosi infausta anche in pazienti adulti affetti da insufficienza cardiaca cronica in classe NYHA II e da disfunzione sistolica ventricolare sinistra con LVEF ≤ 30%.
Infine se somministrato a bassi dosaggi riduce l'attività infiammatoria dell'aldosterone: in questo modo è in grado di ridurre l'albuminuria dovuta all'aumento di permeabilità dei capillari glomerulari nei pazienti diabetici.

## Controindicazioni
L'eplerenone è controindicato in caso di:
- Ipersensibilità al principio attivo o agli eccipienti che compongono la compressa[5]
- Soggetti in cui il livello di potassio nel siero supera i 5,0 mmol/L[5]
- Pazienti affetti da insufficienza renale grave, poiché l'eliminazione del farmaco è compromessa[5]
- Pazienti affetti da insufficienza epatica grave, poiché il metabolismo del farmaco è compromesso[5]
- Soggetti che già assumono farmaci della stessa classe, integratori a base di potassio o altre sostanze che inibiscono gli enzimi coinvolti nei processi che l'eplerenone subisce nell'organismo[5]
- Co-somministrazioni con un ACE-inibitore o un sartano (inibitori del recettore dell'angiotensina): entrambi agiscono sul sistema RAS (renina-angiotensina) con effetto diuretico legato alla eliminazione di sodio e acqua. Con la riduzione del sodio si ha una diminuita secrezione di potassio: un'associazione di questi farmaci con l'eplerenone o altri antagonisti dell'aldosterone aumenta il rischio di iperkaliemia.[5]

## Farmacodinamica
La sua azione si esplica a livello della zona tra tubulo distale e dotto collettore, dove normalmente l'assorbimento di sodio dato dall'aldosterone è dell'8% ed è determinato dall'azione della pompa sodio potassio ATPasi presente a livello della membrana basolaterale della cellula del tubulo renale e dalla presenza, a livello della membrana apicale, di un canale del sodio. La pompa Na-K ATPasi determina l'entrata di potassio nella cellula scambiandolo con il sodio (che quindi viene espulso dalla cellula); ciò crea un gradiente di concentrazione che determina il passaggio di sodio dal tubulo renale alla cellula mediante i canali. L'aldosterone è un ormone mineralcorticoide ed esercita la propria attività tramite due modalità: la prima, detta “non genomica”, consiste in un effetto rapido attuato a livello di varie cellule epiteliali; la seconda via, quella “genomica”, consiste nell'attivazione della trascrizione di vari geni che codificano per fattori di crescita o coinvolti nel processo dell'infiammazione e per proteine di trasporto. In particolare, determina la produzione della sgk (serum glucocorticoid kinase) che attiva i canali del sodio della membrana apicale e la Na-K ATPasi basolaterale; ciò determina un maggior riassorbimento di acqua e, di contro, l'escrezione di potassio.
Eplerenone agisce bloccando queste azioni e determina l'escrezione di sodio e acqua, con conseguente riduzione della volemia e, quindi, della pressione sanguigna; d'altra parte aumenta il riassorbimento di potassio, che risulta fondamentale in pazienti compromessi a livello cardiaco.
Nello studio EPHESUS (Eplerenone Post-acute Myocardical Infarction Heart Failure Efficacy and Survival Study), in cui è stata indagata l'efficacia clinica e la sicurezza di questo principio attivo in pazienti compromessi a livello cardiovascolare, si è osservato un aumento della concentrazione di aldosterone, dato dall'inibizione del meccanismo a feedback negativo che l'ormone esercita sul sistema renina-angiotensina-aldosterone.
Infine, studi clinici hanno dimostrato la capacità dell'eplerone nel ridurre il rischio di mortalità in pazienti con patologie cardiovascolari (ad esempio disfunzione del ventricolo sinistro a seguito di infarto al miocardio o insufficienza cardiaca), per inibizione di effetti secondari dell'aldosterone a livello dei barorecettori e di rimodellamento di cuore e vasi.

## Farmacocinetica
Eplerenone viene somministrato per via orale sotto forma di compresse, da assumere indifferentemente a stomaco pieno o vuoto, in quanto l'assorbimento del principio attivo non viene variato dall'eventuale presenza di cibo. Rispetto allo spironolattone risente di un minor effetto di primo passaggio, la biodisponibilità è buona (è del 69% facendo riferimento alla compressa da 100 mg) e in 1.5-2 ore raggiunge la concentrazione plasmatica massima di 1.72 µg/ml (per una compressa da 100 mg) e che è proporzionale alla dose somministrata entro i 100 milligrammi, in dosi superiori è leggermente inferiore.
Una volta assorbito, si lega per il 50% alle proteine plasmatiche, in particolare alla glicoproteina alfa-1-acida, e per dosi maggiori alla dose terapeutica risulta essere concentrazione-dipendente; non si lega, invece, agli eritrociti.
Lo stato stazionario richiede due giorni per essere raggiunto e prevede un volume di distribuzione di 43-90 litri.
Viene metabolizzato a livello epatico dal CYP3A4 in alcuni metaboliti inattivi: 6-beta-idrossieplerenone (32%), 6-beta-21-diidrossieplerenone (20,5%), 21-idrossieplerenone (7.89%) e 6-beta-diidrossieplerenone; non risultano esserci modifiche a carico dell'anello epossidico o dell'estere metilico.
La sua emivita (ovvero il tempo necessario affinché la sua concentrazione plasmatica si dimezzi) è di 3-6 ore e viene eliminato prevalentemente per via renale (67%) e in parte per via biliare (32%), dove risulta essere presente in forma immodificata in una bassa percentuale (5%). La clearance plasmatica, ovvero il volume di plasma da cui viene eliminato il farmaco nell'unità di tempo, è di 10 litri/ora.
Particolare attenzione va riservata a soggetti anziani, in cui si osserva un aumento della concentrazione massima del 22%, alla popolazione nera, in cui si osserva invece una riduzione di essa del 19%, ai bambini, in cui i valori cinetici sono dipendenti dal peso corporeo, e ai soggetti aventi patologie che colpiscono gli organi coinvolti nella cinetica del farmaco.
In particolare, nel caso di insufficienza cardiaca vi è un cospicuo aumento dei livelli plasmatici e dell'esposizione sistemica al farmaco (rispettivamente del 30% e del 38%), così come nel caso dell'insufficienza epatica, dove la concentrazione aumenta del 3,6% e l'AUC aumenta del 42%.
In caso di insufficienza renale, la variazione dei parametri di farmacocinetica dipende dal livello di gravità della condizione: aumentano nei casi in cui si abbia un danno renale grave (si ha un incremento della concentrazione massima pari al 24% e dell'AUC pari al 38%) e diminuiscono nel caso in cui il danno sia tale da rendere necessaria l'emodialisi; in questo caso l'AUC si riduce del 26% e la concentrazione massima del 3%.

## Effetti indesiderati
Tra le reazioni avverse causate dalla somministrazione di eplerenone, le più comuni sono:
- Acidosi metabolica : dovuta all'inibizione, da parte dell'eplerenone della secrezione di ioni H+ dalla cellula intercalata[2].
- Iperpotassemia (o iperkaliemia): A causa del suo meccanismo d'azione (inibizione dell'azione dell'aldosterone), l'eplerenone provoca una riduzione dell'eliminazione urinaria di potassio, causando un aumento dei suoi livelli sierici. Per questo motivo è consigliato monitorare i livelli ematici di potassio nel periodo iniziale del trattamento; successivamente effettuare controlli periodici nei pazienti maggiormente esposti a questo rischio, come gli anziani affetti da insufficienza renale.  I pazienti affetti da insufficienza renale cronica non dovrebbero essere trattati con questi diuretici perché altamente sensibili e per il forte rischio di provocare iperkaliemia grave, che in questi soggetti potrebbe essere fatale. È fortemente sconsigliato l'assunzione di integratori di potassio dopo l'inizio della terapia perché aumenta il rischio di comparsa di iperpotassemia. Studi clinici hanno dimostrato che la somministrazione di eplerenone con idroclorotiazide permette di ridurre gli incrementi di potassio sierico. La contemporanea assunzione di farmaci che vanno ad agire sul sistema renina-angiotensina, quindi ACE-inibitori e sartani, aumenta il rischio di iperpotassemia.[2][5]
- Ipercolesterolemia[5]
- Effetti sul Sistema nervoso centrale: insonnia, sincope, cefalea, capogiro, ipostenia e parestesie.[5][17]
- Effetti sul sistema cardiocircolatorio: gli effetti causati dall'eplerenone sul sistema cardiocircolatorio sono correlati alla potenziale condizione di iperkaliemia. I principali sintomi sono aritmia, fibrillazione atriale, insufficienza ventricolare sinistra e ipotensione, specialmente in caso di sovradosaggio. Si osservano, dunque, variazioni del tracciato ECG (soprattutto a livello dell'onda T).[5][17]
- Effetti sul sistema gastrointestinale: la somministrazione di eplerenone può provocare diarrea, costipazione, nausea, vomito.[5]
- Effetti sulla cute: eruzioni cutanee, prurito.[5]
- Infine può dare effetti tossici come debolezza e affaticabilità. Inoltre la riduzione del volume plasmatico può dare episodi di impotenza.[2]
- L'eplerenone, a differenza dello spironolattone, presenta una maggiore selettività nei confronti del recettore per i mineralcorticoidi e per questo non agisce a livello dei recettori degli androgeni e degli estrogeni; non sono stati osservati, dunque, effetti di ginecomastia e di iperplasia prostatica benigna, riscontrati invece nel caso dello spironolattone.[2]
- L'assunzione di eplerenone causa anche un incremento della creatinina ematica e dell'urea ematica, indici usati in esami diagnostici.[5]

## Interazioni farmacologiche
La somministrazione di eplerenone con altri farmaci substrati del CYP3A4 è da evitare per i seguenti motivi:
- La concomitante somministrazione di eplerenone con farmaci inibitori del CYP3A4 causa importanti interazioni farmacocinetiche, infatti inibitori potenti del citocromo (come ketoconazolo, itraconazolo, ritonavir, nelfinavir, claritromicina, telitromicina, nefazadone) causano un enorme aumento dell'esposizione sistemica al farmaco (ketoconazolo 200 mg provoca un aumento del 441%). La somministrazione di deboli inibitori del CYP3A4 (eritromicina, saquinavir, amiodarone, diltiazem, verapamil, fluconazolo) provoca invece aumenti più contenuti dell'esposizione sistemica dell'eplerenone, ma sempre significativi (tra il 98% e il 187%).[5]
- L'assunzione di eplerenone con induttori del citocromo CYP3A4 porta, contrariamente all'assunzione di inibitori, ad una diminuzione della sua esposizione sistemica (AUC). L'entità dell'effetto è correlato alla potenza dell'induttore, ad esempio l'erba di San Giovanni causa una diminuzione del 30% dell'AUC; la rifampicina, un induttore più potente, porta ad una riduzione maggiore. È perciò sconsigliato l'utilizzo di eplerenone con induttori del CYP3A4 (rifampicina, carbamazepina, fenitoina, fenobarbitale, erba di S. Giovanni) perché diminuirebbe l'efficacia del farmaco.[3][5]

In terapia, l'assunzione di eplerenone con ciclosporina e tacrolimus è fortemente sconsigliata, perché questi due farmaci possono causare una diminuzione della funzionalità renale e quindi un aumento del rischio di iperpotassemia. Se la somministrazione è necessaria è consigliato monitorare i livelli di potassio sierici.
La digossina assunta con eplerenone subisce un aumento della propria esposizione sistemica del 16%.
La co-somministrazione con (R) o (S)-Warfarin, inibitore dei citocromi epatici, riduce il metabolismo dell'eplerenone.
È da evitare anche la somministrazione di Litio con eplerenone, perché è stata dimostrata la sua tossicità quando assunto con diuretici e ACE-inibitori. In caso di impossibilità monitorare la concentrazione plasmatica di Litio.
Evitare l'assunzione di integratori di potassio per l'aumento del rischio di iperpotassemia. Questo rischio è maggiore anche in caso di co-somministrazione di eplerenone con ACE-inibitori e/o con farmaci che agiscono sul sistema Renina Angiotensina (Sartani). Anche l'assunzione di trimetoprim con eplerenone causa un aumento del rischio di iperpotassemia.
Attenzione poi all'assunzione di eplerenone con Farmaci antinfiammatori non steroidei (FANS), perché questi, agendo direttamente sulla filtrazione glomerulare, possono provocare insufficienza renale acuta; particolarmente a rischio sono i pazienti anziani e quelli disidratati.
La somministrazione di eplerenone con alfa-1 bloccanti, antidepressivi triciclici, neurolettici, amifostina e baclofene può causare un aumento degli effetti ipotensivi e il rischio di ipotensione posturale.
La somministrazione concomitante di glucocorticoidi e tetracosactide con eplerenone può causare una diminuzione degli effetti antiipertensivi, ad esempio ritenzione di sodio e di liquidi.